# Tren Querétaro-San Luis Potosí
El Tren Querétaro-San Luis Potosí es un proyecto de trenes de pasajeros que conectará con la ciudad de Querétaro con la ciudad de San Luis Potosí, pasando por el estado de Guanajuato. El proyecto fue anunciado por la presidenta Claudia Sheinbaum en noviembre de 2024, como parte de los planes nacionales de infraestructura ferroviaria del 2018 al 2050.
Entre noviembre de 2024 iniciaron estudio de derecho de via, los trabajos de obra se prever listo en 2026 y queden finalizado entre 2028 y 2029.

## Historia

### Antecedentes
Durante mucho tiempo, el servicio fue brindado por los trenes del Águila Azteca y el Regiomontano, trenes de pasajeros que eran propiedad de Ferrocarriles Nacionales de México.

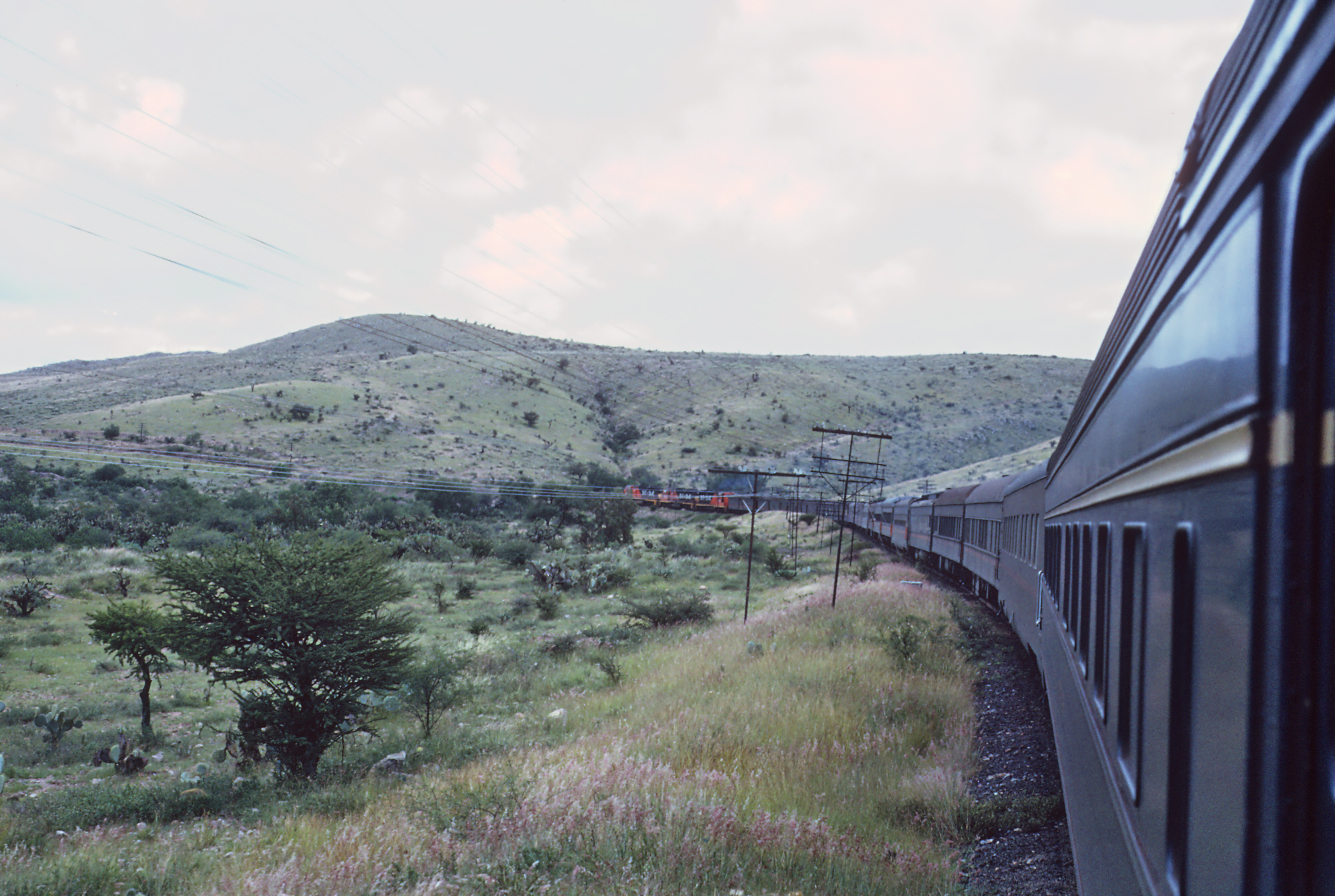
El tren al sur de San Luis Potosí, en 1966.

El Regiomontano era considerado un tren de lujo, debido al reducido número de usuarios principalmente de clase media o alta y no brindaba un servicio de transporte masivo. Su recorrido era de 15 horas, y solo hacia escalas intermedias en las principales estaciones como San Luis Potosí y Saltillo.
Mientras que el Águila Azteca brindaba servicio a más estaciones en la misma ruta y no solo llegaba hasta la estación de Monterrey, sino que incluso llegaba a la frontera en Nuevo Laredo, en donde se podía hacer conexión con el Texas Eagle y el Inter-American, los cuales eran trenes de la empresa estadounidense Missouri Pacific.

### Privatización y cierre en operaciones
Tras la privatización del servicio de transporte ferroviario nacional en 1996 y 1997 por el expresidente Ernesto Zedillo y la extinción de Ferrocarriles Nacionales de México en 2001; Kansas City Southern de México decide finalizar la ruta Águila Azteca junto con El Regiomontano idefinidamente en 1997, dejando el material rodante para el tren de carga y un uso en el futuro. Posteriormente, se utilizó dicha infraestructura con la construcción del Ferrocarril Suburbano de la Zona Metropolitana del Valle de México, el llamado Sistema 1, que corre de la Estación Buenavista a Cuautitlán, y que se basaba en los llamados Trenes Radiales Metropolitanos. Inaugurado en 2008, este sistema de tren de media velocidad ocupó el derecho de vía de las Vías Juárez, Morelos, A y B hasta el Punto Kilométrico (PK) 26+400 de ambas vías, aunque su fin es construirse hasta la ciudad de Huehuetoca e incluso llegar hasta la ciudad de Monterrey con un sistema metropolitano que uniría al Distrito Federal, Nuevo Laredo y varias ciudades intermedias en cuatro entidades federales.Mientras tranto opera un tren en las montañas de Barranca del Cobre.

### Reanudación
El 20 de noviembre de 2023 el gobierno de Andrés Manuel López Obrador anuncia decreto para reactivar siete rutas de trenes de pasajeros. Entre las que se encuentra la de México-San Luis Potosí-Monterrey-Nuevo Laredo. Un mes más tarde CP-KC declara su interés.
La ruta seguirá similar con las antiguas líneas del Regiomontano y El Águila Azteca se espera que comienzan las obras en 2026.